# 恋愛ゲーム (ゲームジャンル)
恋愛ゲーム（れんあいゲーム）は、登場するキャラクターとゲーム世界の中で交際し、仮想恋愛を体験するゲームである。恋愛をテーマにしたゲームの中でも交際の疑似体験をプレイヤーに提供するところに特徴がある。
基本的には男性プレイヤー向けの製品と女性プレイヤー向けの製品は明確に区別されるが、「男女兼用恋愛ゲーム」という、ひとつのソフトで両方楽しめるゲームも存在する。

## 男性向けと女性向け
男性プレイヤー向けの恋愛ゲームは、プレイヤーキャラが男性、交際相手となるキャラクターは女性である。結果として女性キャラクターが多数登場する傾向にあるため、性的描写がないものは「ギャルゲー」の一種に分類される。性的描写のあるアダルトゲームの中にも恋愛ゲームは多い。
女性プレイヤー向けの恋愛ゲームは、プレイヤーキャラが女性のものと男性のものに大別される。いずれも交際相手となるキャラクターは男性である。
プレイヤーキャラが女性のもの
「乙女ゲーム」と呼ばれる。ほとんどは全年齢向け。
プレイヤーキャラが男性のもの
男性同士の恋愛（やおい、ボーイズラブ）を扱うもので、「ボーイズラブゲーム」（略してボブゲ、BLゲームなど）と呼ばれる。ほとんどは性的描写を含む成人向けゲームとされる。
しかし、最近の傾向としてプレイヤーキャラが女性の成人向けゲームである『星の王女』が発売されたり、ボーイズラブゲームが家庭用ゲーム機に移植されて対象年齢が下がるなど、両者の違いは曖昧になりつつある。また、プレイヤーキャラが女性で交際相手も女性という百合を題材とした「百合ゲーム」というジャンルも存在する。百合ゲームが男性向けなのか女性向けなのかは今一つ明確ではない。

## シミュレーションとアドベンチャー
『同級生』や『ときめきメモリアル』等の初期の恋愛ゲームは、偶発的要素や育成要素などが盛り込まれ「恋愛シミュレーションゲーム」とも呼ばれていた。一方、『To Heart』や『リフレインラブ』以降、よりストーリー重視の恋愛ゲームが増え「恋愛アドベンチャーゲーム」と呼ばれるようになった（恋愛シミュレーションゲームと恋愛アドベンチャーゲームを混同している者もいる）。大半の恋愛ゲームはこの2つの内のどちらかに分類されるが、他にも「恋愛RPG」や「恋愛アクションゲーム」といったタイプも存在する。また、学校（大学を除く）の恋愛ゲームというのはほとんどが高校を舞台にしている。
2003年に発表された『青春クイズカラフルハイスクール』はゲームの形式を採用した恋愛ゲームとしても知られている。
2010年現在、上記のシミュレーション系は衰退し、アドベンチャー系もゲーム性よりストーリーに重点を置いたビジュアルノベルが大半を占めつつある。

## 歴史

### 概観
現在では恋愛ゲームのタイトル数は膨大な数に及び、また、その全てを把握することは難しい。
また、コンピュータゲームに特有の事情として、コンピュータの性能は時とともに大きく進歩している。例えば、1987年の『学園物語』と1992年の『同級生』ではデータ量が単純比較で18倍にもなる。また、1990年代中期から普及し始めたCD-ROMの容量は、1992年の『同級生』の60倍近いものである。このことはゲームの中で声優の演技が楽しめるだけではなく、画像の品質も向上させることになる。また、最近では当たり前になったDVD-ROMの容量はCD-ROMの6.8倍にもなる。
また、パソコンの演算能力の飛躍的な向上は、3次元人体コンピュータグラフィックスの導入を容易にした。いわゆる「アニメ調」の画風が主流である恋愛ゲームにおいてリアルな3次元人体コンピュータグラフィックスはほとんど用いられず、痴漢や強姦をテーマにした成人指定のポルノゲームに用いられることが多かった。しかし、2003年に発売された『ゆめりあ』（PlayStation 2用：12歳以上推奨）、2005年に発売された『らぶデス』（Windows用：成人指定）では、3次元人体コンピュータグラフィックスでありながらトゥーンレンダリングなどでアニメ調の人物表現が行われ、あらかじめ用意された肖像ではなく、コンピュータが状況に応じて描き出した画像によってキャラクターが表現される様になった。しかし、3次元人体コンピュータグラフィックスによるアニメ調の映像が実現されても、人気イラストレーターによるキャラクター表現も長く愛されるであろう。そもそもコンピュータグラフィックスであっても、最初にフィギュアに準じるような造形が行われるという違いになるのであって、キャラクターデザイン自体にはクリエイターの力量が反映されることになる。
こうしていわゆる「ヴァーチャルリアリティー」が実現されていく訳だが、これは何も映像や音声と言った視聴覚効果に限ったことではない。ゲームのストーリー性や演出を多様化させることにも繋がった。また、作品のテーマ曲やアニメ・漫画作品、キャラクターのフィギュアと言ったメディアミックスは、今日では恋愛ゲームの世界を楽しむ上で重要な要素になっている。

### 1980年代後半、ナンパゲームの時代
8ビットパソコンが普及し始めた1980年代の前半には、『野球拳』の様なゲームや、光栄（現：コーエー）が発売したストロベリーポルノシリーズの様な、アダルトソフトしか存在しなかった。これには、当時のパソコンの外部記憶メディアの主流がカセットテープであり、画像データの扱いに時間が掛かってしまう事や、フロッピーディスクを搭載した機種がビジネス向けの16ビットパソコンに限られていた事も関係している。
8ビットパソコンにもフロッピーディスクが普及し始め、また16ビットパソコンが低価格化して行った1980年代後半に入って、ナンパケームや恋愛アドベンチャーゲームが出る様になり、「擬似恋愛」の過程を楽しむ事へのニーズが掘り起こされて行くことになった。
- 1985年：エニックス（現：スクウェア・エニックス）がパソコン用の成人向けゲーム『TOKYOナンパストリート』を発売する。ゲーム自体は、現れる女性たちを次々とナンパしていく内容で、個々の女性についてのストーリー描写はなかった。
- 1986年：マイクロキャビンが8ビットパソコンの有力機種（NEC PC-8801、富士通FM-7）および16ビットパソコンPC-9801用シミュレーションゲーム『ギャルっぽクラブ』を発売する。内容は首都圏各地に学舎を持つ大学に入学し、アルバイトで自活しながら、各ブロックの「ギャルっぽクラブ」会員の女子学生をナンパしてデートに誘い、告白に成功してハートマークを獲得すると、それが単位となって大学を卒業できるというもの。ゲーム中に性描写は全くなく、唯一卒業時に報酬として登場人物とは無関係なヌード画像を1枚見る事ができる。また、ゲーム中のキャラクターは全て8色グラフィックのビットマップ（タイリングによって肌色などの中間色が表現される）による大きめのアイコン1枚ずつで表現され、主人公（プレイヤー）のみが、ゲーム開始時の性格設定によるキャラクターの選択や、体調などによる表情の変化に対応していた。なお、これらのアイコンは、都度、フロッピーディスクから読み出されて表示されていた。
- 1987年：グレイトが8ビットパソコンの有力機種（NEC PC-8801、シャープX1等）用に、成人向けアドベンチャーゲーム『学園物語』を発売する。ストーリーは何者かに脅迫されて学校を辞めさせられようとしている憧れのノリコ先生を、プレイヤーが謎を解いて救い、お礼に筆下ろしをしてもらうというもの。アドベンチャーゲームとしては他の一般作品と同じ様な難易度ではあるが、後の『同級生』のように、正解のストーリーによって、ノリコ先生の人間像が語られる訳ではない。また不正解のストーリーの一部では、他の女性との性行為に及ぶ事になる。またこの作品は、テレビで「擬似恋愛に夢中になる若者達」と言った切り口で報道されており、その際、取材されたプレイヤーは、不正解のストーリーの女性を好んでいると話していた。全てのヒロインにストーリーが用意された『同級生』が登場する5年前から、ストーリー性に対するニーズがあった事がうかがわれる。なお、グラフィックは、8色グラフィックの線画とタイリングペイントによって表現され、シーンごとにソフトウェアで描いていた。当時はグラフィックのデータ量を軽減する為の努力が必要だった。

### 1990年代前半、恋愛シミュレーション全盛期
- 1992年12月：エルフが16ビットパソコンPC-9801シリーズ等用の成人向け恋愛ゲーム『同級生』を発売する。企画当初は従来のナンパゲームの様に50人の女性をナンパする内容だったが、女性の人数を13人に減らして、一人一人のストーリーを描く、恋愛小説の様な内容に変更された。この試みが大成功し、作品は成人向けゲームのみならず、『ときめきメモリアル』等のその後のゲームに大きな影響を与えた。また、同作品自身も性描写を他の表現に差し替える等して、家庭用ゲーム機用に発売されている。
- 1994年
  - 5月27日：コナミ（現：コナミデジタルエンタテインメント）がPCエンジンSUPER CD-ROM2向けの恋愛シミュレーションゲーム『ときめきメモリアル』を発売する。
  - 9月23日：コーエーは世界初の女性向け恋愛シミュレーションゲーム『アンジェリーク』を[1]、任天堂の家庭用ゲーム機スーパーファミコン用のソフトとして発表する。

### 1990年代後半、アドベンチャーからデジタルノベルへ
- 1995年
  - 1月：エルフが『同級生』の続編である成人向け恋愛ゲーム『同級生2』を発表する。前作以上に個々のヒロインのストーリーが作り込まれており、プレーヤーにとって選択の幅が狭まり、難易度が高くなった。この為、実質的には攻略本を片手に読み解く楽しみ方になった（これが後にビジュアルノベルというゲームジャンルを生み出す事になる）。そしてこの様なスタイルが恋愛ゲームの主流となる。後に、性描写を差し替えた家庭用ゲーム機版や、攻略ヒントを兼ねたアニメーションビデオ、そのビデオから性描写を除いたアニメーションのテレビ放映、ラジオ番組、キャラクターフィギュアなどのメディアミックスを行う様になる。元々成人向けゲームであった作品から、広く親しまれるキャラクターを産み出したという点で、『同級生』シリーズは特筆するべき存在となった。
  - 10月13日：コナミがソニー・コンピュータエンタテインメントの家庭用ゲーム機PlayStation用の恋愛シミュレーションゲーム『ときめきメモリアル～forever with you～』を発売する。内容は『ときめきメモリアル』と同じ。更に、セガのゲーム機セガサターン、任天堂のゲーム機スーパーファミコンおよびゲームボーイ、そしてパソコンのWindows 95にも対応ソフトが発売され、100万本以上を売り上げる大ヒット作品となる。ゲームのヒットを受けて、コナミはフィギュア等のキャラクターグッズを多数発売する。
  - 11月23日：恋愛ゲーム『同級生』を性的描写を差し替える形で、NECの家庭用ゲーム機PCエンジン用のゲームソフトとして発売される。以後、同級生シリーズは、PC-FX版『同級生2』を除き、性的描写を緩和もしくは削除する形で家庭用ゲーム機に進出していく。
- 1997年
  - 6月27日：NECホームエレクトロニクスが女性向け恋愛ゲーム『アルバレアの乙女』をNEC製家庭用ゲーム機PC-FX用ソフトとして発売する。
  - 8月29日：『同級生2』がWindows 95に対応する形で、再びパソコン用ソフトウェアとして発売される。家庭用ゲーム機版と同様にCD-ROM版となり、声優によるヒロインの演技を聞く事ができる様になった。
- 1998年11月27日：富士通が女性向け恋愛ゲーム『ファンタスティックフォーチューン』をWindows 95用に発売する。
- 1999年6月4日：KeyがWindows 95/98用恋愛ゲーム『Kanon』を発売する。このゲームによって、泣きゲーと呼ばれる、シナリオ志向のゲームの中でも特に感動的なストーリーに重点を置いたジャンルが開拓されることとなる。

### 2000年代
多様なジャンルの人気作品が現れていくことになる。据置型ハード・携帯型ハードを問わず多様な作品が登場しているが、据置型ハード向けの作品はPlayStation 2（PS2）で展開されるケースが多く、PS2自体のシェアが衰退した2009年以降もこの傾向は根強い。またPlayStation Vitaに移植される事が多い。その理由としては開発、費用ともに安価なためである。過去にはドリームキャスト（DC）で展開されたケースも多く、DC本体の生産が終了した後もしばらく新作が登場し続けていたが、現在は発売されていない。男性向けの作品はPS2からXbox 360や携帯型ハードのPlayStation Portable（PSP）へ移行したソフトが多いが、女性向けの作品の中にはPS2のみ（またはPSP・PCとのマルチ）で展開するソフトが数多く残っていた。双方共に、PlayStation 3やWii向けの作品は非常に少ない。
コンシューマ機やパソコンの3D演算能力の向上により『ゆめりあ』（2003年）、『ドリームクラブ』（2009年）、『ラブプラス』（2009年）、と言った3Dグラフィックスを利用した恋愛ゲームも見られるようになる。

### 2010年代
mobageやGREEといった携帯電話向け、Yahoo! MobageといったPC向けソーシャル・ネットワーキング・サービス（以下「SNS」）にも恋愛ゲームが登場している。多くはソーシャルゲームと呼ばれるSNSを利用したブラウザゲームで、基本利用料は無料、一部コンテンツ有料となっている。
据置型ハード向けの作品はPlayStation 4及びNintendo Switchへの移植・マルチタイトルが主となっている。